# Franz Clara
Franz Clara (* 2. Oktober 1781 in Abtei; † 3. März 1873 in St. Michael bei Kastelruth) war ein Südtiroler katholischer Geistlicher. Er war ab 1822 als Kurat in St. Michael bei Kastelruth tätig.
Clara machte sich um die frühe geologische Erforschung der Dolomiten verdient und entdeckte als Sammler zahlreiche Fossilvorkommen. Die fossile Muschelart Claraia claraia wurde nach ihm benannt.